# Tunis (grad)
Tunis, Toûnis (arapski:  تونس‎, Tūnis) je glavni grad i luka istoimenog tuniškog vilajeta i Republike Tunis. Ima 728.453 stanovnika, dok u širem gradskom području živi više od 2.412.500 stanovnika. Leži na zapadnoj obali plitke lagune El Bahira (jezero Tunis) koja ga dijeli od Tuniškog zaljeva. Sastoji se od starog arapskog (Medina Tunis) i suvremenog europskog dijela koji ga okružuje (Ville Nouvelle), dok je na morskoj obali luka La Goulette (Halk al Uadi). Izvan ovih četvrti nalaze se predgrađa Kartaga, La Marsa i Sidi Bou Said.
U Medini Tunis, starome zbijenom dijelu grada prepuon aleja i natkrivenih prolaza, nalazi se islamsko sveučilište (osnovano 732. godine, a obnovljeno u 9. stoljeću), mnogo džamija i ostalih zgrada (oko 700 spomenika sveukupno). Medina Tunis je upisana na UNESCO-ov popis mjesta svjetske baštine u Africi još 1979. godine.
Kao prijestolnici države, u Tunisu se nalaze sve državne političke i upravne institucije, ali i najvažnija gospodarska središta. Industrijske zone s tvornicama tekstila, kemikalija, građevinskog materijala, prehrambenih proizvoda i metalurgijom nalaze se na periferiji grada. Tunis je željezničko i cestovno raskrižje sa živim zračnim (zračna luka El Aouine) i lučkim prometom.

## Povijest
Povijesni grad Kartaga, koji je bio prijestolnica više kultura (Feničani, Rimljani, Vandali, Bizantsko carstvo), se nalazila preko puta centra modernog Tunisa. Arapi je osvajaju koncem 7. stoljeća i zapostavljaju osnovavši Tunis nešto južnije. Pod vladarskim dinastijama Almohada i Hafsida, od 12. do 16. stoljeća, Tunis je izrastao u jedan od najvećih i najbogatijih gradova Islamskog svijeta.
Tunis postaje glavni grad države Tunis za vrijeme dinastije Hafsida, i vodeće središte trgovine s Europom. Turci zauzimaju grad 1534. godine, a nakon 1591. godine turski guverneri (begovi) dobivaju prividnu neovisnost, a grad se razvija kao centar trgovine i piratstva.
U travnju 1655. godine engleski admiral Robert Blake je poslan na Sredozemlje kako bi ubrao danak od zemalja čiji su brodovi napadali engleske brodove. Jedino je tuniški beg odbio platiti naknadu, na što je 15 Blakeovih brodova napalo Begovo skladište u Porto Farini (Ghar el Melh), uništivši 9 alžirskih brodova i 2 obalne baterije. To je bio prvi slučaj u povijesti pomorskih bitaka da su obalne baterije bile zauzete bez iskrcavanja trupa.
Francuzi su okupirali grad od 1881. do 1956. godine. Tijekom Drugog svjetskog rata, Tunis su okupirale Sile osovine, i to od studenog 1942. do svibnja 1943. godine, i bio je njihov zadnji stožer u Africi. Sjedište Arapske Lige je bilo u Tunisu od 1979. do 1990. godine. Za to vrijeme sjedište su 1982. godine bombardirale Izraelske zračne snage. Preko 70 osoba je poginulo tijekom tih napada.

## Znamenitosti
U Starom gradu (Medina Tunis) nalazi se oko 700 spomenika, što uključuje palače, džamije, mauzoleje, medrese i česme iz vremena Almohada i Hafsida.
Najstarija džamija u državi, Džamija Zajtuna ("Džamija masline"), koja je osnovana 698. i izgrađena do 732. godine, nalazi se u samom središtu Medine. Potpuno je obnovljena 864. godine kada je dodano i Sveučilište Zajtuna koje je postalo ne samo vjersko, kulturno i znanstveno središte, nego i premisa neovisnosti Tunisa.
Tu su i brojne druge džamije kao što su 
- Hanefijska Džamija u Kasabi iz 1230. godine s prepoznatljivom kupolom i minaretom koji je najviši u gradu,
- Ksarova džamija iz 12. stoljeća koja se nalazi na gradskim vratima Baba Menara
- Džamija Jusufa Deja iz 1631. godine je najprije bila javnom govornicom
- Džamija Hammouda paše iz 1655. godine
- Džamija Sidi Mahrez iz 1692. godine je najveća Hanefijska džamija i izgledom podsjeća na Sulejmaniju u Istanbulu
- Džamija Saheb Ettabaâ iz 1814. godine posljednja je džamija koju su izgradili Tunižani prije francuske okupacije

U Medini se nalazi i Begova palača (Dar al-Bej) u kojoj se miješa arhietktura i stilovi raznih kultura jer se vjeruje kako je izgrađena na mjestu starije palače Zaibida II., koja je opet izgrađena preko rimskog kazališta.
S više od 270 hektara površine (od kojih više od 29 prekrivaju natkrivene trgovine Kasabe) i više od 100.000 stanovnika, medina predstavlja važnu desetinu ukupne populacije grada. U njoj se odvija trgovina prepuna boja i mirisa, a trguje se robama od kože do plastike, lima do najfinijeg filigranskog rada. 
Iako grad na prvi pogled nema pravilnu organizaciju prostora, on je strogo uređen društveno-političkim položajem vlasnika kuće, dok su ulice produžeci kuća na koje se često "izliju" trgovine. Iako neke kuće i palače datiraju u Srednji vijek, one prestižne su izgrađene od 17. do 19. stoljeća. Za razliku od Ačžira ili Palerma, središte Tunisa nije nikada staradlo u nekoj prirodnoj katastrofi ili velikim urbanističkim intervencijama. Stoga je Medina Tunis i početkom 21. stoljeća jedno od najbolje sačuvanih gradskih središta arapskog svijeta.
- Velika džamija Al-Zajtuna
- Bab el-Bhar, poznata i kao "Francuska vrata"
- Trgovački sokak u Medini
- Bardo muzej u palači iz 13. st. s kolekcijom umjetnina iz Kartage
- Dvorište Dar Sulejmanije, nekoć studentski dom Sveučilišta Zeitouna
- Panorama Avenije Muhameda V.
- Avenija Habiba Borgouiba koju zovu tuniškim Elizejskim poljanama
- Trg Kazba sa Zgradom vlade i Ministarstvom financija
- Gradska vijećnica
- Ibn Haldun na Trgu neovisnosti
- Nacionalno kazalište Tunisa
- Tunis noću

## Gospodarstvo
Najznačajnija je proizvodnja tekstila, tepiha i maslinovog ulja, ali je i turizam važan izvor gradskih prihoda. Zadnjih nekoliko godina grad i država Tunis stječu status važnog turističkog središta, a ubrzanom razvoju turizma pogoduje politika vlade koja omogućava lako dolaženje do kredita privatnim preduzetnicima koji žele ulagati u turističke poslove, kao i pristupačne cijene te gostoljubivost domaćina.
U gradu se nalazi i Sveučilište, te Tunis-Kartaga aerodrom.

## Gradovi prijatelji
| - Alžir - Alžir (grad) - Jordan - Amman - Austrija - Beč - Srbija - Beograd - Katar - Doha - Saudijska Arabija - Džeda - Njemačka - Köln - Kuvajt - Kuvajt - Portugal - Lisabon - Francuska - Marseille | - Kanada - Montréal - Rusija - Moskva - Francuska - Pariz - Češka - Prag - Maroko - Rabat - Italija - Rim - Brazil - Rio de Janeiro - Čile - Santiago - Švedska - Stockholm - Uzbekistan - Taškent |

## Vanjske poveznice
- Službena stranica (engl.)